# Oratorio dei Santi Sebastiano e Sinforosa
L'oratorio dei Santi Sebastiano e Sinforosa si trova a Selva, località del comune di Poschiavo.

## Storia
Una prima ricostruzione risale al 1697, sul precedente edificio forse romanico, quando un coro fu edificato sul lato nord. I restauri più recenti, che coinvolsero sia l'esterno che l'interno, risalgono agli anni novanta del XX sec.

## Descrizione

### Esterno
Presentava un'abside semicircolare con frontone ad oriente, campanile a vela e portale ad occidente, ora racchiusi e individuabili nei muri della navata. Sulla facciata sono ancora visibili i resti di un affresco con San Cristoforo.

### Interno
La copertura dell'aula è a capriate a vista. Presenta dipinti murali di scuola norditaliana della seconda metà del Quattrocento circa, ripristinati col restauro degli anni 1970-1997.